# Sébastien Foucras
Sébastien Foucras (Montreuil, 4 gennaio 1971) è un ex sciatore freestyle francese, specialista dei salti.

## Biografia
Alle Olimpiadi di Nagano arrivò secondo nella gara dei salti.
Compagno dell'atleta Marie-José Pérec, ebbe da lei un figlio nel 2010.

## Palmarès
| Anno | Manifestazione            | Sede        | Evento | Risultato | Prestazione |
| ---- | ------------------------- | ----------- | ------ | --------- | ----------- |
| 1993 | Mondiali                  | Altenmarkt  | Salti  | 19º       | 177.72      |
| 1994 | Giochi olimpici invernali | Lillehammer | Salti  | 22º       | 143.79      |
| 1995 | Mondiali                  | La Clusaz   | Salti  | Bronzo    | 239.38      |
| 1997 | Mondiali                  | Nagano      | Salti  | 24º       | 115.22      |
| 1998 | Giochi olimpici invernali | Nagano      | Salti  | Argento   | 248.79      |